# Herbert Genzmer
Herbert Genzmer (21 de junio de 1952 en Krefeld) es un  escritor y traductor alemán.

## Vida
Genzmer estudió Lingüística, Filología Inglesa e Historia del Arte en la Universidad Libre de Berlín, en Düsseldorf, Colonia y en la Universidad de California, Berkeley, en donde se doctoró con la tesis titulada "Estrategias de mentir en alemán, inglés y español“. Durante sus estudios universitarios en Berkeley, Random House les ofreció a él y a un colega la oportunidad de escribir un manual de lengua alemana para principiantes, basado en el método de acercamiento natural al lenguaje de Tracy Terrell. El resultado fue el manual Kontakte. A Communicative Approach del año 1987. A partir de entonces, Herbert Genzmer dio clases en el Departamento de Filología Alemana de Berkeley y dirigió los estudios de lengua de DaF (alemán como lengua extranjera). En 1992 se publicó su gramática Spektrum en la editorial Prentice Hall. Tras tres años de estancia como profesor invitado en la Universidad Southwestern en Georgetown (Texas), Genzmer vive en la actualidad a caballo entre Tarragona y Krefeld.
De manera paralela a sus trabajos en el ámbito lingüístico, Genzmer escribe textos en prosa desde hace años. En 1986 apareció su primer libro Cockroach Hotel, una colección de relatos cortos publicados en la editorial Suhrkamp de Fráncfort. Le siguieron las novelas Manhattan Bridge y Freitagabend en los años 1987 y 1988. En 1989 se marchó de California y se estableció en Tarragona, donde vive como autor y traductor autónomo. Desde entonces ha publicado treinta y tres libros, novelas, libros de viaje, trabajos lingüísticos y otros libros de divulgación, de los cuales algunos han sido traducidos a diez idiomas. Ha traducido doce novelas del inglés americano y británico, y también del neerlandés. Sus artículos y relatos cortos han aparecido en periódicos y revistas como Frankfurter Rundschau, Frankfurter Allgemeine Zeitung, Süddeutsche Zeitung, Bücher-Magazin, Pending, Apero, Entwürfe und Metamorphosen. En el año 2012, la editorial Berlin University Press publicó su novela Das perfekte Spiel y en 2014 su gramática de la lengua alemana hören, sprechen, lesen, schreiben; Unsere Grammatik.

## Escritura
Los textos de Herbert Genzmer se asemejan a un proyecto literario de investigación sobre la conducta de las personas que han salido de su familiar sistema de coordenadas y tienen que demostrar sus habilidades en un nuevo entorno, con nuevos compañeros de viaje en el juego de la vida, y la apuesta en ese juego a menudo no es nada más ni menos que la propia existencia.
El periódico suizo "Neue Zürcher Zeitung" describió una vez a Genzmer como el más norteamericano de los narradores alemanes. Y Christian Jürgens escribió en el Bücher-Magazin que si los libros de Genzmer pudieran valer como traducciones del inglés americano, todos sus libros serían grandes éxitos de ventas. Las historias de Genzmer están como "escritas con la cámara", apareció en el periódico semanal Die Zeit, "son minuciosas fotografías de paisajes, seres humanos, estados, acciones, vinculado todo a un interés especial y profundo en una situación de excepción". Genzmer es el "infatigable y despiadado cronista de la depravación universal", dice el Westdeutsche Zeitung. 
Las historias de Genzmer no tienen lugar (o solo en raras ocasiones) en Alemania; los Estados Unidos de América, España, Portugal, Francia, Turquía, son los lugares en los que Genzmer ha vivido y vive, y en ellos despliega la acción más densa que siempre toca diferentes géneros sin establecerse definitivamente en ninguno de ellos. Su tono es siempre lacónico, a menudo cita elementos del género de la novela negra, sin consagrarse a ella. La acción y la tensión de sus novelas poseen varios niveles y se entretejen situaciones que desbordan a las personas, en ocasiones las paralizan o las conducen a actos irracionales que, con frecuencia, agudizan peligrosamente su situación. El suspense ocupa una posición destacada en sus narraciones.

## Premios y distinciones
Ha obtenido el Premio Promocional del Trabajo en Klagenfurt (1991), la beca de la Casa del Escritor de Stuttgart (1994), el Premio de Literatura de la ciudad de Krefeld (1994), la beca de trabajo del Estado federado de Renania del Norte-Westfalia (2000) y el Premio de narración breve de Nettetal (2001).

## Obras (selección)
Prosa

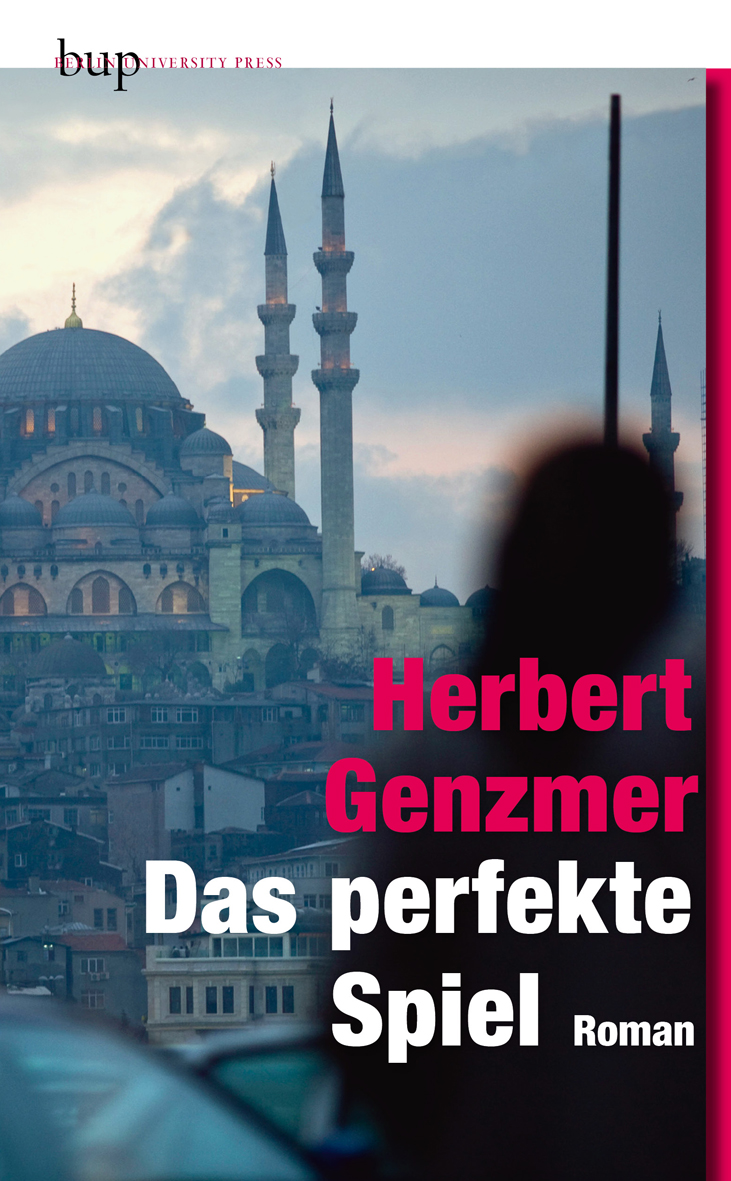
La última novela de Herbert Genzmer

- Das perfekte Spiel, Novela. Berlin University Press, Berlín 2012, ISBN 978-3-86280-022-3.
- Abzittern. Roman. Mitteldeutscher Verlag, Halle/Saale 2008, ISBN 978-3-89812-541-3.
- Willy und die somnambule Pekinesenkatze. Ein Kinderroman. Artwerk Verlag, Dortmund 2007, ISBN 978-3-938927-25-0 (ilustrado por Kyra Stempel).
- Gerechtigkeit für João Pereira. Novela. Mitteldeutscher Verlag, Halle/Saale 2006, ISBN 978-3-89812-385-3.
- Nachtblau. Die Geschichte der Serienmörderin der perversen Verzauberung, von ihr selbst geschildert. Edition Bücher VVA, Essen 2005, ISBN 3-00-016358-1.
- Samstagnachmittag. Texte. Sassafras Verlag, Krefeld 1998, ISBN 3-922690-75-0.
- Letzte Blicke, Flüchtige Details. Novela. Insel Verlag, Fráncfort 1995, ISBN 3-458-16721-8.
- Das Amulett. Novela. Suhrkamp Verlag, Fráncfort 1996, ISBN 3-518-39141-0 (Phantastische Bibliothek; 338).
- Die Einsamkeit des Zauberers. Novela. Suhrkamp Verlag, Fráncfort 1998, ISBN 3-518-39371-5 (Phantastische Bibliothek; 362).
- Freitagabend. Novela. Suhrkamp Verlag, Fráncfort 1988, ISBN 3-518-38040-0.
- Manhattan Bridge. Novela. Suhrkamp Verlag, Fráncfort 1987, ISBN 3-518-37896-1.
- Cockroach Hotel. Textos. Suhrkamp Verlag, Fráncfort 1986, ISBN 3-518-37743-4.

Libros de divulgación

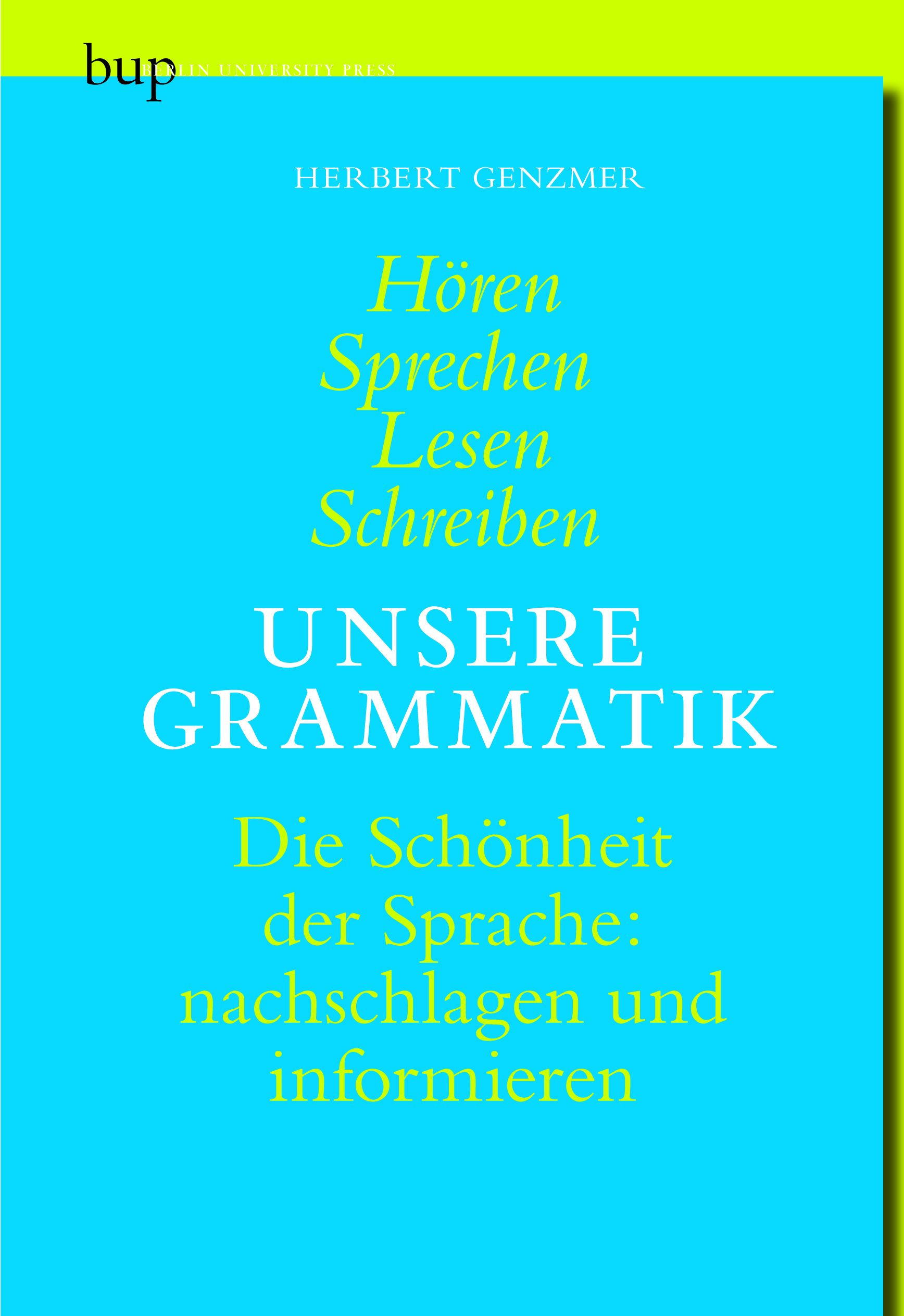
Gramática de Herbert Genzmer

- hören, sprechen, lesen, schreiben: Unsere Gammatik. Berlin University Press, Colonia 2014, ISBN 978-3-86280-066-7.
- Deutsche Sprache. Ein Schnellkurs. Dumont, Colonia 2008, ISBN 978-3-8321-9086-6.
- Kulinarische Wanderungen auf Mallorca. Artwerk Verlag, Dortmund 2007, ISBN 978-3-938927-10-6 (en colaboración con Bernd Ewert).
- Dalís Katalonien. ein Reisebegleiter. Insel Verlag, Fráncfort 2004, ISBN 3-458-34716-X.
- Rhetorik. Die Kunst der Rede. Dumont, Colonia 2003, ISBN 3-8321-7610-1.
- Costa-Daurada. Edicions Tarraco, Tarragona 2003, ISBN 84-73200-74-8.
- Literarische Spaziergänge durch New York. Insel Verlag, Fráncfort 2003, ISBN 3-458-34583-3.
- Kalifornien. Ein literarisches Portrait. Insel Verlag, Fráncfort 2001, ISBN 3-458-34336-9 (como editor)
- Barcelona (Europa Erlesen). Wieser Verlag, Klagenfurt 1999, ISBN 3-85129-296-0 (como editor)
- Dalí und Gala. Der Maler und die Muse; eine Doppelbiographie. Rowohlt Verlag, Berlín 1998, ISBN 3-87134-338-2.
- Sprache in Bewegung. Eine deutsche Grammatik. Suhrkamp Taschenbuchverlag, Fráncfort 1998, ISBN 3-518-39326-X (anterior título: Deutsche Grammatik).
- Kontakte. A Communicative Approach. 3ª edición McGraw-Hill, Nueva York 1996, ISBN 0-0722-9710-7 (en colaboración con Brigitte Nikolai, Tracy Terrell y Erwin P. Tschirner).
- Spektrum. Grammatik im Kontext. Prentice Hall, Englewood Cliffs, N.J. 1992, ISBN 0-13-517293-4 (en colaboración con Helga Bister-Broosen y Penelope Pynes).
- verlogen, mendacious, mentiroso. Contrastive Discourse Structures in German, English, and Spanish. Verlag Heinz, Stuttgart 1989, ISBN 3-88099-210-X (Stuttgarter Arbeiten zur Linguistik; 206).

## Libros en español
La jugada perfecta [Das perfekte Spiel]. Tarragona : Arola Editors, 2015. Traducción de Jorge Seca. 